# Сикх
Сикх е член на религиозното движение сикхизъм, чиято религия представлява смесени ценности от индуизъм и ислям.
Терминът сикх води началото си от санскритската дума शिष्य, означаваща „ученик“ или от शिक्ष — „обучение“.  - т.е. сикх е последовател, ученик на гуру.
Сикхите се отличават по техните дастари, неподрязани коси и метални гривни (кара), макар че в западния свят това не е задължително вярно. Повечето сикхски мъже носят името Сингх (лъв), а жените – Каур (принцеса).